# لوتی خیزآب
لوتی خیزاب (نام علمی: Embiotocidae) نام یک تیره از زیرراسته زمردماهی‌واران است.